# Општина Доброва-Полхов Градец
Општина Доброва-Полхов Градец (словен. Dobrova-Polhov Gradec) је једна од општина Средњесловенска регија у држави Словенији. Седиште општине су истоимени градићи Доброва и Полхов Градец.

## Природне одлике
Рељеф: Општина Доброва-Полхов Градец налази се у средишњем делу државе, северозападно од Љубљане. Општина се протеже јужним падинама Полховграјског Хрибовја. Јужни део општине је у долини речице Градашчице.
Клима: У општини влада умерено континентална клима.
Воде: Најважнији водоток у општини је речица Градашчица, а сви мањи водотоци су њене притоке.

## Становништво
Општина Доброва-Полхов Градец је средње густо насељена.

## Насеља општине
| - Бабна Гора - Белица - Брезје при Доброви - Брише при Полховем Градцу - Бутајнова - Габрје - Доброва - Долења Вас при Полховем Градцу | - Дражевник - Двор при Полховем Градцу - Команија - Лог при Полховем Градцу - Осредек при Доброви - Планина над Хорјулом - Подребер - Подсмрека | - Полхов Градец - Прапроче - Пристава при Полховем Градцу - Разори - Ровт - Село над Полховим Градцем - Сетница - Сетник | - Смолник - Средња вас при Полховем Градцу - Средњи Врх - Шентјошт над Хорјулом - Странска Вас - Храстенице - Хрушево - Чрни Врх - Шујица |  |